# Rellingen
Rellingen là một đô thị tại huyện Pinneberg, trong bang Schleswig-Holstein, nước Đức. Đô thị này có diện tích km², dân số thời điểm 31 tháng 12 năm 2006 là người. Đô thị này có cự ly khoảng 7 km về phía đông Pinneberg, 10 km về phía tây bắc Hamburg. Population 